# Roberta Ratzke
Roberta Silva Ratzke est une joueuse brésilienne de volley-ball née le 28 avril 1990 à Curitiba. Elle mesure 1,85 m et joue au poste de passeuse.

## Clubs
| Club                       | De        | À         |
| -------------------------- | --------- | --------- |
| Paraná Clube               | 2006-2007 | 2006-2007 |
| Circulo Militar do Paraná  | 2007-2008 | 2007-2008 |
| Mackenzie Esporte Clube    | 2008-2009 | 2008-2009 |
| Esporte Clube Pinheiros    | 2009-2010 | 2009-2010 |
| Rio de Janeiro Volêi Clube | 2010-2011 | 2018-2019 |
| Osasco Voleibol Clube      | 2019-2020 | …         |

## Palmarès

### Équipe nationale
- Grand Prix mondial
  - Vainqueur : 2016, 2017.
- Ligue des nations
  - Finaliste : 2019.
- World Grand Champions Cup
  - Finaliste : 2017.
- Championnat d'Amérique du Sud
  - Vainqueur : 2015, 2017, 2019.
- Championnat d'Amérique du Sud  des moins de 20 ans
  - Vainqueur : 2008.

### Clubs
- Championnat du monde des clubs
  - Finaliste : 2013, 2017.
- Championnat sud-américain des clubs
  - Vainqueur : 2013, 2015, 2016, 2017.
  - Finaliste : 2018.
- Championnat du Brésil
  - Vainqueur : 2011, 2013, 2014, 2015, 2016, 2017.
  - Finaliste : 2018.
- Coupe du Brésil
  - Vainqueur : 2016, 2017.
- Supercoupe du Brésil
  - Vainqueur : 2015, 2016, 2017.

### Distinctions individuelles
- Championnat d'Amérique du Sud féminin de volley-ball des moins de 20 ans 2008: Meilleure passeuse.
- Championnat sud-américain des clubs de volley-ball féminin 2017: Meilleure passeuse.